# Brevipalpus ziaii
Brevipalpus ziaii är en spindeldjursart som beskrevs av Mohammad Nazeer Chaudhri och Akbar 1985. Brevipalpus ziaii ingår i släktet Brevipalpus och familjen Tenuipalpidae. Inga underarter finns listade.